# Свети Димитър (Зърнево)
Вижте пояснителната страница за други значения на Свети Димитър.
„Свети Димитър“ (на гръцки: Ιερός Μητροπολιτικός Ναός Αγίου Δημητρίου Νευροκοπίου) е българска възрожденска църква в град Зърнево (Като Неврокопи), Гърция, катедрален храм на Зъхненската и Неврокопска епархия.
Църквата е построена в 1866 година, според надписа на южната стена. Датата е потвърдена от съобщение на митрополит Никодим Неврокопски от 1902 година. Датата на стенописите не е спомената. Представлява трикорабна базилика с трансепт и купол, обградена от юг, запад и север със затворен трем и тройна апсида на изток. Размерите на храма са големи 30 на 21 m. Има монументална камбанария на три етажа, изградена в центъра на западната страна. Горният етаж е женска църква, достъпна от вътрешността. Женската църква на юг и на север завършва с параклиси, съответно посветени на Св. св. Константин и Елена и Успение Богородично. Голяма част от стенописите в църквата са унищожени или замазани. Резбованият иконостас, иконите, владишкият трон и два резбовани проскинитария са от ΧΙΧ век. Иконите са от 1874 година, някои от тях са на Георги от Неврокоп. В северната част на комплекса е запазено старото училище, изградено според надписа в 1863 година. В 1871 година в притвора дебърският майстор Яков Мауровски изписва стенописната сцена „Страшния съд“.
- Фрески в църквата със замазани български надписи
- Църквата от север